# Relaciones Argentina-Polonia
Las relaciones Argentina Polonia se refiere a las relaciones diplomáticas entre la República Argentina y la República de Polonia. Ambas naciones son miembros de las Naciones Unidas. Más de 500 000 argentinos son de ascendencia polaca, lo que convierte a Argentina en el segundo país latinoamericano con la mayor comunidad polaca en el extranjero (después de Brasil).

## Historia de las relaciones diplomáticas

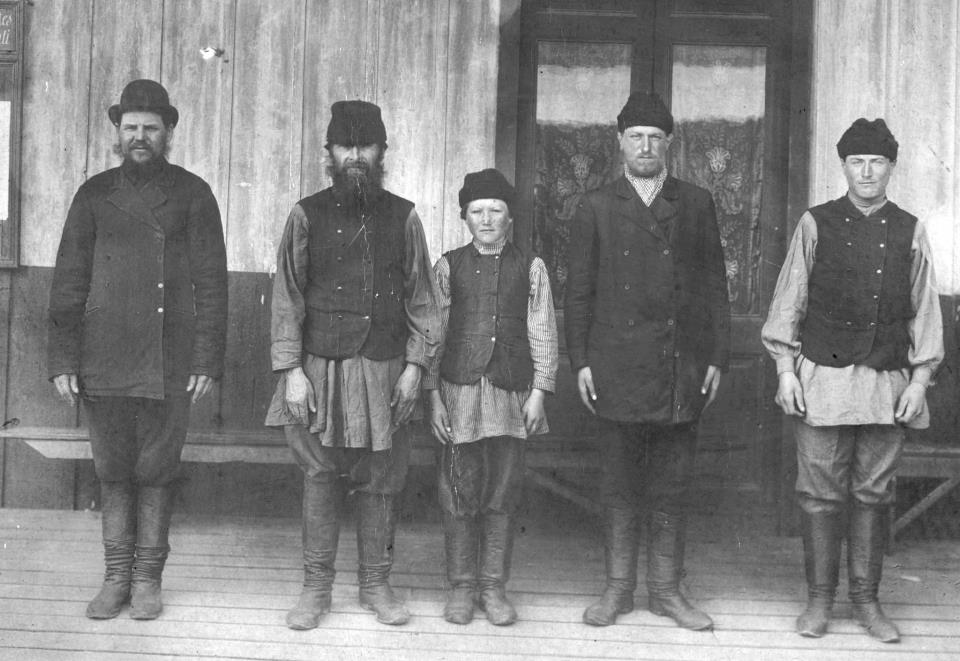
Inmigrantes polacos en Argentina; 1890.

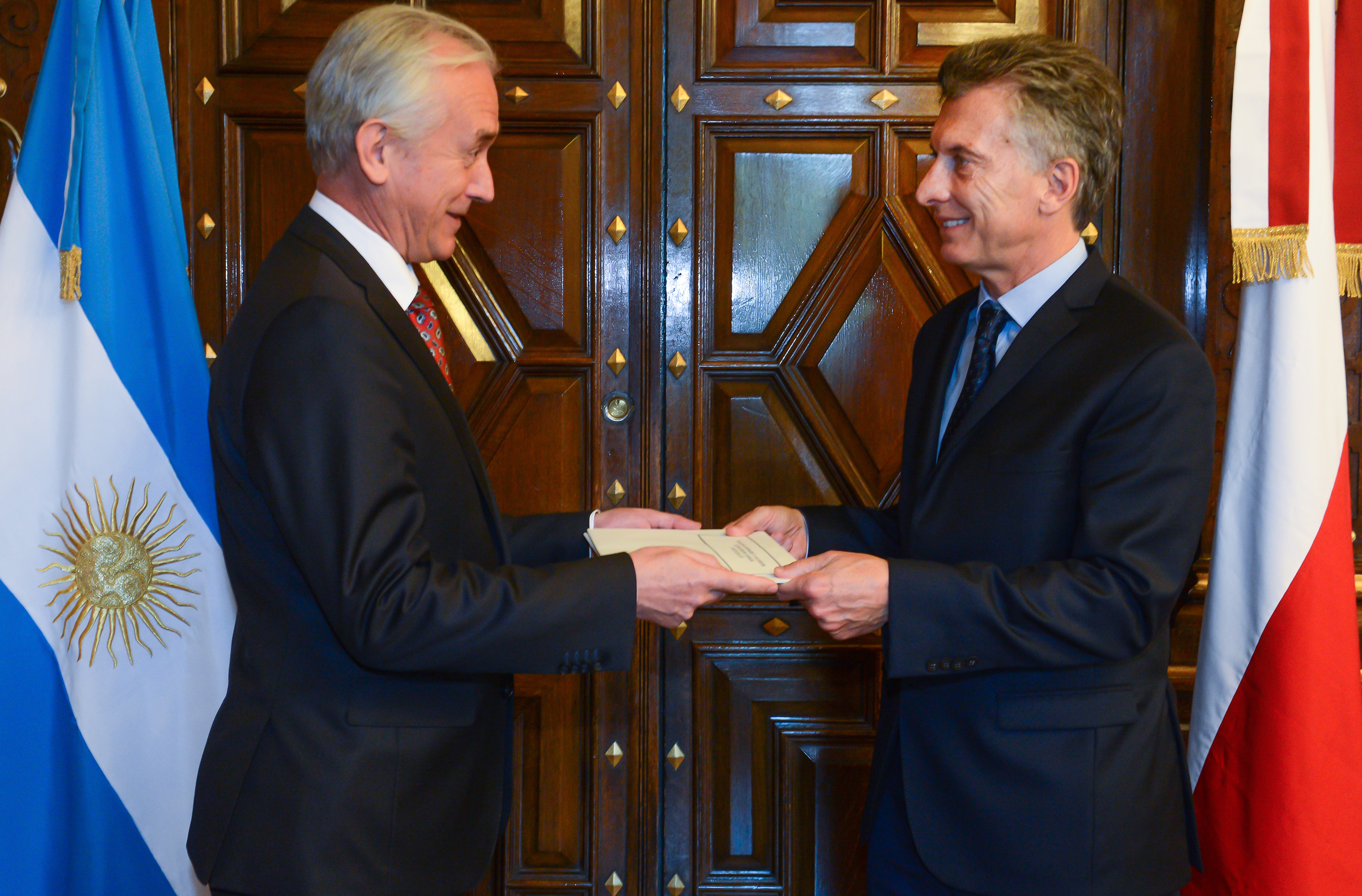
Presidente argentino Mauricio Macri recibiendo las credenciales del embajador polaco Marek Pernal; 2016.

La primera llegada significativa de inmigrantes polacos a Argentina ocurrió a fines de 1800 cuando los polacos que huían de la pobreza y la guerra llegaron a Argentina para comenzar un nuevo comienzo con muchos asentamientos en la Provincia de Misiones, en el norte de Argentina.
El primer contacto oficial entre Argentina y Polonia ocurrió a fines de la Primera Guerra Mundial en 1918 cuando surgió una Polonia recién independiente. En 1920, ambas naciones establecieron oficialmente relaciones diplomáticas. Sin embargo, las relaciones diplomáticas se vieron interrumpidas cuando Alemania invadió Polonia en septiembre de 1939. Al final de la Segunda Guerra Mundial las relaciones diplomáticas entre ambas naciones se restablecieron el 20 de junio de 1946 y ambas naciones abrieron legaciones diplomáticas en las capitales de cada uno, respectivamente. En 1964, ambas naciones elevaron sus legaciones diplomáticas a embajadas.
Mientras Polonia estaba bajo el comunismo y Argentina bajo la dictadura, las relaciones entre ambos países eran limitadas. En 1986, el vicepresidente de Argentina, Víctor Hipólito Martínez realizó una visita a Polonia. En octubre de 1990, el presidente Carlos Menem se convirtió en el primer jefe de Estado argentino en visitar Polonia. En febrero de 1995, el presidente polaco Lech Wałęsa realizó una visita oficial a Argentina.

## Relaciones bilaterales
A lo largo de los años, ambas naciones han firmado varios acuerdos bilaterales, como un Acuerdo sobre Intercambiar Bolsas Diplomáticas (1931); Acuerdo de Cooperación Económica y Técnica (1974); Acuerdo de cooperación en materia de pesca marítima (1974); Acuerdo sobre una empresa conjunta para la exportación y comercialización de recursos pesqueros y de invertebrados (1974); Acuerdo de Cooperación Científica y Tecnológica (1979); Acuerdo de Cooperación Minera (1982); Acuerdo de Cooperación Científica y Cultural (1984); Acuerdo sobre la eliminación de los requisitos de visado para pasaportes ordinarios, oficiales y diplomáticos (1990); Acuerdo sobre la promoción y protección de inversiones (1992) y un Acuerdo para evitar la doble imposición (2003).

## Relaciones comerciales
En 2017, el comercio entre las dos naciones sumó más de $670 millones de dólares. Las exportaciones Argentinas a Polonia incluyen: harina de soya, filetes de pescado, frutas procesadas, nueces y vino. Las exportations de Polonia a la Argentina incluyen: perfiles de acero, maquinaria minera, motores, electrodomésticos, cables y pantallas de televisión. Argentina es el segundo socio comercial más grande de Polonia en América del Sur.

## Misiones diplomáticas residentes
- Argentina tiene una embajada en Varsovia.[7]
- Polonia tiene una embajada en Buenos Aires.[8]

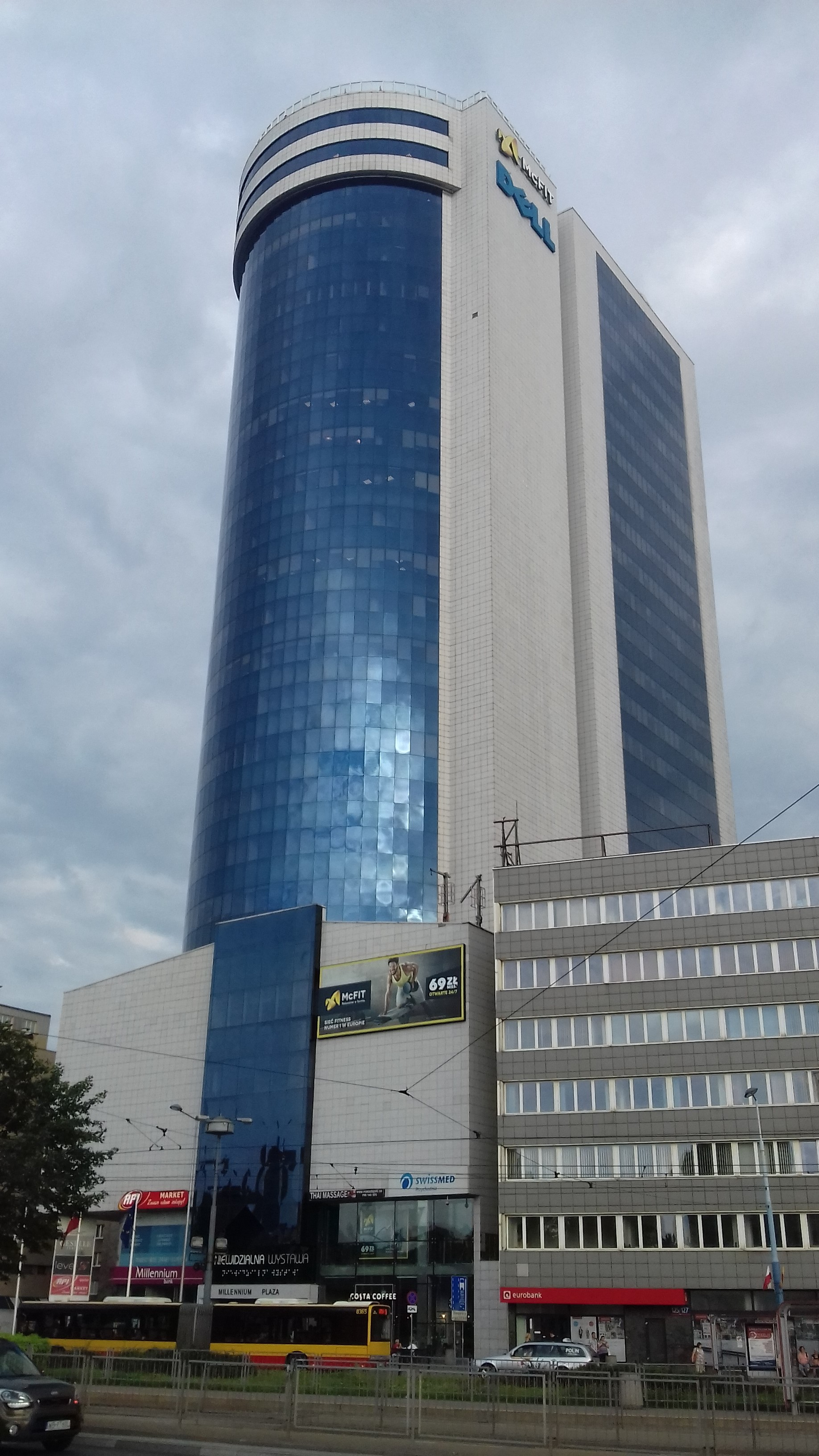
Torre Atlas alojando a la Embajada de Argentina en Varsovia
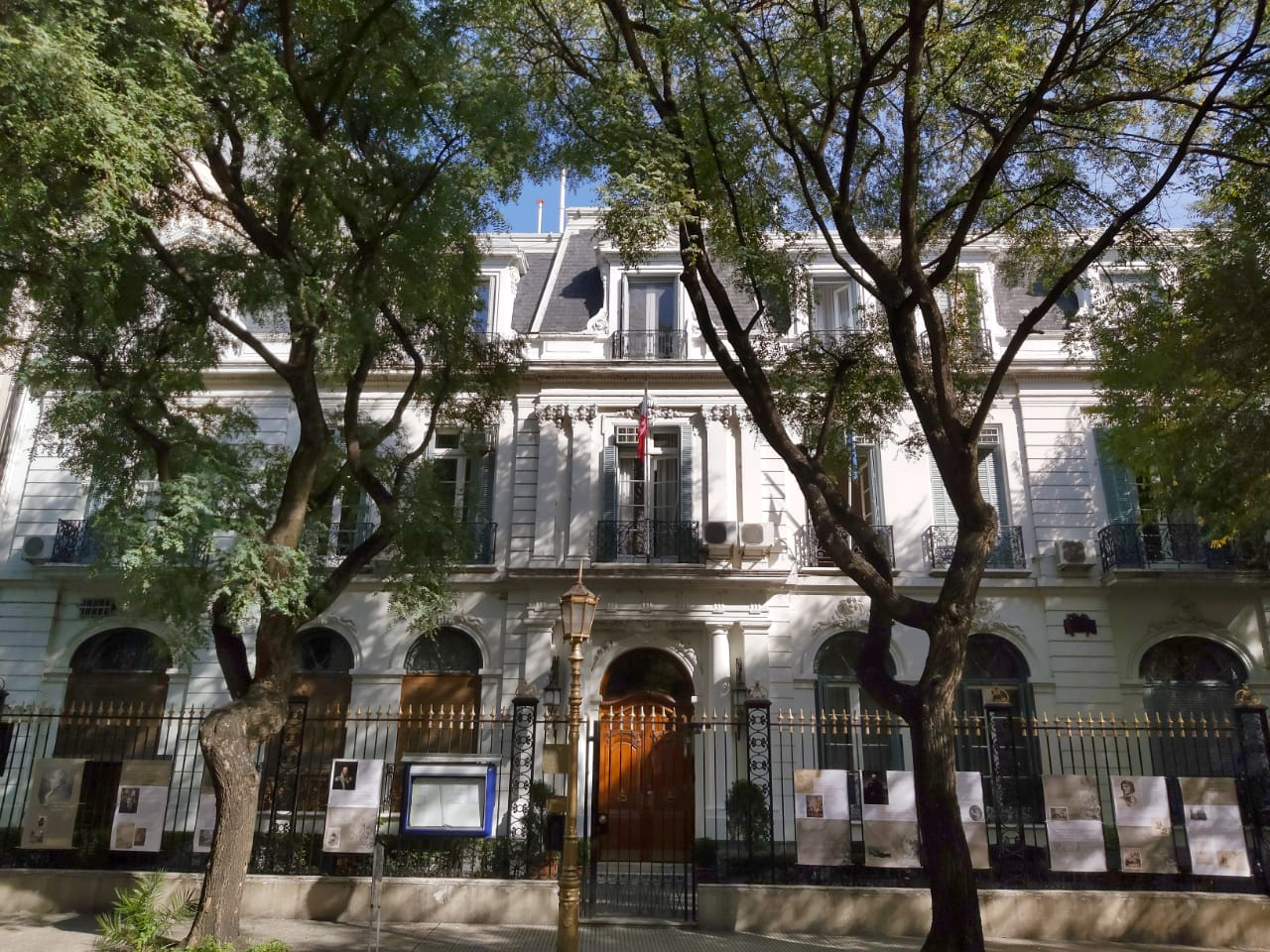
Embajada de Polonia en Buenos Aires